# Mont Stuart
Le mont Stuart est un sommet de la chaîne des Cascades dans l'État de Washington, dans le Nord-Ouest des États-Unis. Il s'agit du point culminant du chaînon Stuart et des monts Wenatchee. Il se trouve dans l'Alpine Lakes Wilderness.
Il a été baptisé par George McClellan le 26 août 1853 en l'honneur de son meilleur et plus vieil ami, « the late Capt. Jas. Stuart of the Rifles—a gallant soldier & accomplished gentleman ».